# Han ter Heegde
H.M.W. (Han) ter Heegde (Enschede, 27 juli 1958) is een Nederlandse bestuurder en VVD-politicus. Sinds 18 januari 2017 is hij burgemeester van Gooise Meren.

## Biografie
Ter Heegde volgde het atheneum-B aan het Jacobus College in Enschede en studeerde bestuurskunde aan de Universiteit Twente. Vanaf 1981 vervulde hij zijn dienstplicht; hij volgde een verkorte militaire opleiding tot officier in Appingedam. Als vaandrig werd hij vervolgens in Den Haag te werk gesteld bij de afdeling rechtstoestand.
Na zijn bevordering tot tweede luitenant werd hij hoofd van sectie algemene rechtstoestand. In de rang van eerste luitenant buiten dienst zwaaide hij af maar hij bleef wel van 1990 tot 1994 in dienst als burger bij het ministerie van Defensie als controller in de functie van hoofd van de afdeling beleidsanalyse.
Ter Heegde was vanaf 1994 wethouder van Voorburg. Eind 1999 volgde zijn benoeming tot burgemeester van Langedijk en in 2004 tot burgemeester van Heerhugowaard. In 2010 werd hij herbenoemd voor de standaardperiode van zes jaar. Op 21 juni 2016 droeg de gemeenteraad van Heerhugowaard hem opnieuw voor herbenoeming. Per 20 februari 2017 is Bert Blase benoemd als waarnemend burgemeester van Heerhugowaard.
In het najaar van 2016 werd Ter Heegde benoemd tot burgemeester van Gooise Meren per 18 januari 2017. Op 6 juli 2022 is de gemeenteraad van de gemeente Gooise Meren akkoord gegaan met een tweede termijn voor burgemeester Ter Heegde.Zijn nieuwe ambtstermijn van zes jaar ging in op 18 januari 2023 en duurt tot 18 januari 2029.